# Torneio Relâmpago
Het Torneio Relâmpago was een Braziliaans voetbaltoernooi waaraan de grootste teams uit de stad Rio de Janeiro deelnamen. De competitie bestond van 1943 tot 1946.
In de eerste twee seizoenen namen er vijf teams deel; America, Botafogo Flamengo, Fluminense en Vasco da Gama. In de laatste twee editie vervoegde São Cristóvão de andere teams nog. 

## Winnaars
- 1943  Flamengo
- 1944  Vasco da Gama
- 1945  America
- 1946  Vasco da Gama

1943 · 1944 · 1945 · 1946